# Amphiura leptodoma
Amphiura leptodoma är en ormstjärneart som beskrevs av Hubert Lyman Clark 1911. Amphiura leptodoma ingår i släktet Amphiura och familjen trådormstjärnor. Inga underarter finns listade i Catalogue of Life.